# Ana Torfs
Ana Torfs (Mortsel, 1963) is een Belgisch beeldend kunstenaar.
Torfs haalde in 1986 een masterdiploma communicatiewetenschappen aan de Universiteit Leuven, en studeerde nadien Film & Video aan de Hogeschool Sint-Lukas Brussel. Sinds 2013 is ze zelf docente aan LUCA School of Arts. Torfs was in 2004 laureaat van de Vlaamse Cultuurprijs voor Beeldende Kunst.
Torfs' oeuvre wordt gekenmerkt door een wisselwerking tussen tekst en beeld en bestaat onder meer uit installaties met diaprojecties, fotoreeksen, een internetproject, prenten en wandtapijten. In 1998 maakte ze haar enige langspeelfilm Zyklus von Kleinigkeiten.
In 2005 was ze artist-in-residence bij de DAAD. Gearchiveerd op 28 oktober 2018. Geraadpleegd op 28 oktober 2018.  in Berlijn.
In 2010 maakte ze in de Duitse Kunstsammlung Nordrhein-Westfalen en de Generali Foundation in Wenen haar eerste grote overzichtstentoonstellingen met haar werk uit de periode 1993-2010.
In 2014 maakte ze haar eerste grote solotentoonstelling in België, Echolalia, in  Wiels in Brussel, de stad waar ze woont en werkt.

## Solotentoonstellingen (selectie)
- 2021 Dark Space Where Things Cannot Be Put.  MUAC, Mexico City
- 2020 The Magician & the Surgeon.  Bozar, Brussel
- 2017 Figments & Fragments. Gearchiveerd op 9 mei 2021. , Pori Art Museum, Pori
- 2016 Echolalia. Gearchiveerd op 13 april 2019. , Calouste Gulbenkian Museum, Lissabon
- 2014 Echolalia. Gearchiveerd op 16 december 2019. , WIELS, Brussel
- 2010 ALBUM/TRACKS B. Gearchiveerd op 5 maart 2021. , Generali Foundation, Wenen
- 2010 ALBUM/TRACKS A. Gearchiveerd op 1 januari 2019. , Kunstsammlung Nordrhein-Westfalen, Düsseldorf
- 2007 ANATOMY. Gearchiveerd op 27 oktober 2018. , argos, Brussel
- 2006 ANATOMY. Gearchiveerd op 12 mei 2021. , daadgalerie, Berlijn
- 2006 Figures/Projections. Gearchiveerd op 16 mei 2021. , GAK Gesellschaft für Aktuelle Kunst, Bremen
- 2004 Approximations/Contradictions. Gearchiveerd op 27 oktober 2018. ,  (webproject), Dia Art Foundation, New York
- 2003 “à…à…aaah!”. Gearchiveerd op 14 september 2011. Geraadpleegd op 28 oktober 2018. , Het Kabinet, Gent
- 2002 ELECTIVE AFFINITIES/THE TRUTH OF MASKS & TABLES OF AFFINITIES. Gearchiveerd op 7 mei 2021. , (publicatieproject), Etablissement d’en face, Brussel
- 2000 Du mentir-faux. , BOZAR, Brussel
- 1995 IL COMBATTIMENTO. , Theater aan het Spui/Stroom hcbk, Den Haag

## Internationale Groepstentoonstellingen (selectie)
- 2021 The Porous City[dode link]. , Poortersloge, Brugge
- 2021 The Bodywork of Hospitality. , Bemis Center for Contemporary Arts, Omaha, Nebraska
- 2020 READ/ING. , Quinto do Quetzal, Vidigueira
- 2018 Voici des Fleurs. , La Loge, Brussel
- 2018 Power of Language. Gearchiveerd op 24 januari 2021. , Museum der Moderne, Salzburg
- 2017 Contour Bienniale 8. Gearchiveerd op 16 februari 2020. , Mechelen
- 2015 Parasophia. Gearchiveerd op 5 december 2019. , Kyoto
- 2015 The Importance of Being. Gearchiveerd op 22 januari 2021. , Museu de Arte Moderna, Rio de Janeiro
- 2015 The Importance of Being. Gearchiveerd op 22 januari 2021. , Museo de Arte Contemporáneo, Buenos Aires
- 2015 The Importance of Being. Gearchiveerd op 8 september 2018. , Museo Nacional de Bellas Artes, Havana
- 2014 First International Biennial of Contemporary Art of Cartagena de Indias. Gearchiveerd op 28 oktober 2018. Geraadpleegd op 28 oktober 2018.
- 2014 Reading Cinema, Finding Words, Art after Marcel Broodthaers. Gearchiveerd op 15 september 2018. Geraadpleegd op 28 oktober 2018. , National Museum of Modern Art, Tokyo
- 2013 Reading Cinema, Finding Words: Art after Marcel Broodthaers. Gearchiveerd op 12 september 2018. , National Museum of Modern Art, Kyoto
- 2013 Sharjah Biennial 11. Gearchiveerd op 3 maart 2021. , Sharjah
- 2013 The Way of the Shovel. Gearchiveerd op 30 juli 2021. , Museum of Contemporary Art, Chicago
- 2013 Crescendo. Gearchiveerd op 6 maart 2021. , Acca, Melbourne
- 2013 The Collection as a Character, Collection XXXIII. Gearchiveerd op 23 februari 2019. , M HKA, Antwerpen
- 2012 Manifesta 9. Gearchiveerd op 28 oktober 2018. , Genk
- 2010 The State of Things, Brussels/Beijing. Gearchiveerd op 8 augustus 2019. , NAMOC, Beijing
- 2009 The State of Things. Brussels/Beijing. Gearchiveerd op 28 oktober 2018. Geraadpleegd op 28 oktober 2018. , Bozar, Center for Fine Arts, Brussel
- 2008 Peripheral Vision and Collective Body. Gearchiveerd op 28 december 2018. , Museion, Bolzano
- 2008 UN COUP DE DÉS: Writing Turned Image. An Alphabet of Pensive Language. Gearchiveerd op 31 december 2018. , Generali Foundation, Wenen
- 2007 Projection Project II. Gearchiveerd op 31 december 2018. , Mucsarnok Kunsthalle, Budapest
- 2001 9de Biennale van het Bewegende Beeld. [dode link], Centre pour l'image contemporaine, Genève
- 2000 2de Biennale van Montreal. Gearchiveerd op 28 oktober 2018. Geraadpleegd op 28 oktober 2018.
- 1995 3de Biennale van Lyon. Gearchiveerd op 7 september 2014. Geraadpleegd op 4 mei 2022. , Lyon